# 명확성의 원칙
명확성의 원칙(明確性의 原則)이란 형벌법규는 범죄의 구성요건과 그 법적 결과인 형벌을 명확하게 규정해야 한다는 형법의 법리이다. 법률에 범죄와 형벌을 가능한 한 명확하게 확정하여야 법관의 자의를 방지할 수 있고, 국민으로서도 어떤 행위가 형법에서 금지되고 그 행위에 대하여 어떤 형벌이 과하여지는가를 예측하게 할 수 있는 데 그 의의가 있다. 명확성 원칙은 법치국가원리의 한 표현으로서 기본적으로 모든 기본권제한입법에 대하여 요구되며 기본권제한입법의 규율대상이 지극히 다양하거나 수시로 변화하는 성질의 것이어서 입법기술상 일의적으로 규정할 수 없는 경우에는 명확성의 요건이 완화되어야 한다. 행정행위의 하자론에서는 명확성 원칙에 위반하였다 하더라도 그 자체로서는 무효사유가 아니라 단순위법사유에 그친다.
명확성 원칙의 위배여부를 판단할 때는 각각의 구성요건의 특수성과 그러한 법률이 제정되게 된 배경이나 상황 등을 종합적으로 고려하여야 한다.
범죄의 구성요건에 관한 규정이 다소 광범위하여 법관의 보충적인 해석을 필요로 하는 개념을 사용하였다고 하더라도 통상의 해석방법에 의하여 건전한 상식과 통상적인 법감정을 가진 사람이면 당해 처벌법규의 보호법익과 금지된 행위 및 처벌의 종류와 정도를 알 수 있도록 규정하였다면 헌법이 요구하는 처벌법규의 명확성에 배치되는 것이 아니다.

## 영미법
영미법에서의 명확성의 원칙(void for vagueness)은 형법만의 이론이 아니라 헌법이론이다. 영미법에서 헌법이론으로 자주 논의되는 자유 규제에 대한 규제 원칙으로는, 명백하고 현존하는 위험의 원칙(The Doctrine of Clear and Present Danger), 과도한 광범성의 원칙(The Overbreadth Doctrine), 막연하기 때문에 무효의 원칙(The Void-for Vagueness Doctrine, 명확성의 원칙), 덜 제한적인 규제의 원칙(The Less Restrictive Alternative, LRA, 과잉금지의 원칙) 등이 있다.

## 내용
1. 구성요건의 명확성
2. 재재의 명확성
3. 부정기형의 금지

## 판례
- 정당방위 규정 중 ‘상당한 이유’는 명확성 원칙에 반하지 않는다.[2]
- 형법상 ‘음란’ 개념은 명확성 원칙에 위배되지 않지만 ‘저속’ 개념은 명확성 원칙에 위배된다.[3]
- 법치국가원리에서 도출되는 명확성 원칙은 기본적으로 모든 기본권제한입법에 대하여 요구된다. 이에 따라 법률은 명확한 용어로 규정함으로써 적용대상자에게 그 규제내용을 미리 알 수 있도록 공정한 고지를 하여 장래의 행동지침을 제공하고, 동시에 법집행자에게 객관적 판단지침을 주어 차별적이거나 자의적 법해석을 예방할 수 있어야 한다. 그러므로 법규범의 규정내용으로부터 무엇이 금지되는 행위이고 무엇이 허용되는 행위인지를 수범자가 알 수 없다면 법적 안정성과 예측가능성은 확보될 수 없게 될 것이고, 또한 법집행 당국에 의한 자의적 집행을 가능하게 할 것이다.[4]

- 명확성의 원칙에서 명확성의 정도는 모든 법률에 있어서 동일한 정도로 요구되는 것은 아니고, 개개의 법률이나 법조항의 성격에 따라 요구되는 정도에 차이가 있을 수 있으며, 각각의 구성요건의 특수성과 그러한 법률이 제정되게 된 배경이나 상황에 따라 달라질 수 있다. 일반론으로는 어떠한 규정이 부담적 성격을 가지는 경우에는 수익적 성격을 가지는 경우에 비하여 명확성의 원칙이 더욱 엄격하게 요구되고, 죄형법정주의가 지배하는 형사관련 법률에서는 명확성의 정도가 강화되어 더 엄격한 기준이 적용되지만, 일반적인 법률에서는 명확성의 정도가 그리 강하게 요구되지 않기 때무에 상대적으로 완화된 기준이 적용된다.[5]

- 따라서 명확성의 원칙이란 기본적으로 최대한이 아닌 최소한의 명확성을 요구하는 것이다. 그러므로 법문언의 해석을 통해서, 즉 법관의 보충적인 가치판단을 통해서 그 의미내용을 확인해낼 수 있고, 그러한 보충적 해석이 해석자의 개인적인 취향에 따라 좌우될 가능성이 없다면 명확성의 원칙에 반한다고 할 수 없다.[6]

- '공공의 안녕질서 또는 미풍양속을 해하는'이라는 불온통신의 개념을 전제로 하여 규제를 가하는 것은 규제되는 표현의 내용이 명확하지 아니하여 명확성의 원칙에 위배된다.[7]

- '공익을 해할 목적'의 허위의 통신을 금지하는 전기통신기본법 조항은 '공익'이라는 표현이 헌법상 '국가안전보장,질서유지' 및 공중도덕이나 사회윤리'와 비교할 때 동어반복이라고 할 수 있을 정도로 전혀 구체화되어 있지 않아서 명확성 원칙에 위반된다.[8]

- 첫째, 권리남용금지를 규정한 민법 제2조 제2항이 추상적이고 광범위한 의미를 가지는 용어를 사용하여 헌법상 명확성원칙에 위배되지 않는다[9]

- 법관의 보충적인 해석을 필요로 하는 개념을 사용하였다고 하더라도 통상의 해석방법에 의하여 건전한 상식과 통상적인 법감정을 가진 사람이라면 당해 처벌법규의 보호법익과 금지된 행위 및 처벌의 종류와 정도를 알 수 있도록 규정하였다면 헌법이 요구하는 처벌법규의 명확성원칙에 배치되는 것이 아니다[10]

- 하위법령에서 규정될 범죄의 구성요건이 당해 위임법률조문 하나만으로는 다소 어렵더라도 다른 법률조항과 법률의 입법취지를 종합적으로 고찰할 때 합리적으로 그 대강이 예측될 수 있는 것이라면 위임의 한계를 일탈하지 아니한 것이고, 결국 죄형법정주의에서 파생되는 명확성의 원칙에도 위배되지 아니하는 것으로 판단되어야 한다[11]

- 명확성원칙은 기본권을 제한하는 법규범의 내용은 명확하여야 한다는 헌법상의 원칙인바, 만일 법규범의 의미내용이 불확실하다면 법적 안정성과 예측가능성을 확보할 수 없고 법집행 당국의 자의적인 법해석과 집행을 가능하게 할 것이기 때문이다. 다만 법규범의 문언은 어느정도 일반적·규범적 개념을 사용하지 않을 수 없기 때문에 기본적으로 최대한이 아닌 최소한의 명확성을 요구하는 것으로서, 법문언이 법관의 보충적인 가치판단을 통해서 그 의미내용을 확인할 수 있고, 그러한 보충적 해석이 해석자의 개인적인 취향에 따라 좌우될 가능성이 없다면 명확성원칙에 반한다고 할 수 없다.[12]

## 같이 보기
- 죄형법정주의